# La Casa delle Libertà
La Casa delle Libertà (CdL) è stata la coalizione del centro-destra italiano, fondata nel 2000 e guidata da Silvio Berlusconi.
La coalizione venne costituita alla vigilia delle elezioni politiche del 2001 sulla base dei precedenti accordi che avevano riunito, nel 1994 e nel 1996 i partiti di centro-destra sotto le insegne del Polo delle Libertà e del Polo del Buon Governo.
La Casa delle Libertà fu al governo dell'Italia nel quinquennio 2001-2006 e diede origine ad un governo (il Governo Berlusconi II) che risultò il più longevo della storia della Repubblica.

## Composizione
(Silvio Berlusconi, 13 marzo 2001, Milano)
Sono stati partiti fondatori della Casa delle Libertà:
- Forza Italia (FI), soggetto politico populista di destra e liberal-conservatore fondato e ispirato da Silvio Berlusconi;
- Alleanza Nazionale (AN), partito nazional-conservatore guidato da Gianfranco Fini;
- Lega Nord, movimento regionalista e federalista dell'Italia settentrionale guidato da Umberto Bossi;
- Centro Cristiano Democratico (CCD), partito cristiano democratico guidato da Pier Ferdinando Casini;
- Cristiani Democratici Uniti (CDU), partito cristiano democratico guidato da Rocco Buttiglione, e successivamente riunito con il CCD nell'Unione dei Democratici Cristiani e di Centro;
- Partito Socialista - Socialdemocrazia, partito craxista, allora guidato da Gianni De Michelis, che successivamente diverrà Nuovo PSI;
- Partito Repubblicano Italiano, partito d'ispirazione repubblicana e liberale guidato da Francesco Nucara.

La composizione della coalizione rimane invariata nel corso degli anni ma, soprattutto alla fine del quinquennio di governo, quando la CdL si candida per la seconda volta alla guida del Paese, acquisisce il sostegno di nuovi partiti e movimenti ed è interessata da lievi modificazioni della sua geografia:
- nel gennaio 2006, aderisce alla coalizione la Democrazia Cristiana per le Autonomie, guidata da Gianfranco Rotondi;
- nello stesso periodo, la CdL si accorda con forze dell'estrema destra quali Alternativa Sociale guidata da Alessandra Mussolini e la Fiamma Tricolore di Luca Romagnoli;
- sostengono la coalizione anche i Riformatori Liberali (movimento d'ispirazione liberale guidato da Benedetto Della Vedova, vicino alle posizioni di Forza Italia) e il Movimento per l'Autonomia di Raffaele Lombardo (attivo prevalentemente in Sicilia);
- nel novembre 2007, aderisce alla coalizione La Destra, guidata da Francesco Storace.

La CdL riceve anche l'appoggio (nel 2006) di: Partito Liberale Italiano, Pensionati Uniti, Verdi Verdi, No Euro, SOS Italia, Italia di Nuovo, i partiti autonomisti sardi Partito Sardo d'Azione e Riformatori Sardi, i movimenti regionali siciliani Patto per la Sicilia, Nuova Sicilia e Patto Cristiano Esteso. In occasione delle elezioni comunali di Milano del 2006 aderisce alla coalizione anche Vittorio Sgarbi con il suo movimento I Liberal Sgarbi. All'indomani delle elezioni, a novembre 2006, rientra a far parte della CdL il Partito Pensionati di Carlo Fatuzzo che, alle elezioni politiche, aveva appoggiato invece il centrosinistra.
Nei mesi successivi alla sconfitta del 2006, l'UDC dichiara di voler adottare una linea politica autonoma e si discosta dalle posizioni della Casa delle Libertà, ritenendo che gli schemi della CdL appartengano soltanto al passato e non ad un'ottica del presente (si dissocia in particolar modo dalla linea politica della Lega Nord).
Sempre in seguito alle elezioni politiche del 2006, il Nuovo PSI di De Michelis si dichiara indipendente dalle due coalizioni; ad aprile 2007, non senza polemiche interne, il partito appoggia l'iniziativa dello SDI di dar vita ad una Costituente Socialista, riavvicinandosi al centrosinistra. Alla fine la componente maggioritaria di De Michelis decide di abbandonare il partito a Stefano Caldoro e confluire a sinistra (come già fatto due anni prima dalla corrente di Bobo Craxi).

## Storia

### La nascita e la vittoria elettorale
La Casa delle Libertà nasce come prosecuzione dell'esperienza delle precedenti coalizioni di centrodestra affacciatesi sullo scenario politico italiano nel 1994 e nel 1996, riconosciute sotto il nome di "Polo": Polo delle Libertà, Polo del Buon Governo e Polo per le Libertà.
Essa è frutto di un rinnovato accordo tra partiti stabilmente alleati (FI-AN-CCD-CDU) e la Lega Nord che, fino ad allora, si è mantenuta al di fuori degli opposti schieramenti sostenendo la secessione del Nord dal resto dell'Italia. Il 17 febbraio 2000 il gruppo parlamentare leghista assume il nome di "Lega Nord Padania" (in luogo del precedente "Lega Nord per l'indipendenza della Padania), accettando una condizione posta da Gianfranco Fini per l'avvio dei negoziati, mentre il 19 febbraio successivo, in occasione di un convegno dell'ANCE, Berlusconi e Bossi annunciano la nascita di un accordo elettorale (noto alle cronache come «patto del mattone») per le imminenti elezioni regionali. Sempre il 19 febbraio, dalle colonne del quotidiano «Il Foglio», Berlusconi prospetta una nuova coalizione elettorale, denominata "Casa delle Libertà", aperta anche ai radicali.
Il momento culminante dell'esperienza della CdL è fornito dalle elezioni politiche del 2001, nelle quali la coalizione riesce a superare lo schieramento dell'Ulivo (che propone come candidato premier Francesco Rutelli), dopo aver siglato un "contratto con gli italiani" contenente i principali punti d'impegno del nuovo governo.
Tra novembre e dicembre 2007 l'esperienza della coalizione viene dichiarata conclusa dai leader dei principali partiti aderenti, dopo che l'UDC si è già sfilata.

Silvio Berlusconi ricostituisce prontamente una formazione di centro-destra, cui gli elettori assegnano il nome di Popolo della Libertà. La nuova coalizione vince le elezioni politiche del 2008.

### I governi Berlusconi e le riforme
Il Governo Berlusconi II all'inizio della sua attività deve fronteggiare la crisi internazionale dovuta alle ripercussioni dell'11 settembre 2001 e ai nuovi scenari del terrorismo internazionale. Appoggia l'attacco americano alle milizie talebane in Afghanistan e, più tardi, la guerra in Iraq contro il dittatore Saddam Hussein avanzata dagli Stati Uniti d'America.
Queste alcune delle principali azioni del Governo della CdL.

#### Riforma della Costituzione
Approvata nel novembre 2005, la riforma costituzionale introduce la cosiddetta devolution (o devoluzione), che affida alle Regioni un campo specifico di legislazione (potere esclusivo) per realizzare gli interessi dei cittadini in base alle peculiarità territoriali, ma pur sempre nel rispetto di un interesse nazionale. La riforma si propone di ridurre il numero dei parlamentari (-175 fra Camera e Senato) e di porre fine al bicameralismo perfetto (accusato di rallentare l'azione parlamentare), dando vita al Senato Federale (che sarebbe dovuto andare in vigore dal 2011) da eleggere contestualmente ai Consigli Regionali.
La riforma vuole attribuire inoltre maggiori poteri al premier, denominato Primo Ministro in luogo di Presidente del Consiglio, attribuendogli alcune competenze che attualmente sono prerogativa del Presidente della Repubblica, il cui ruolo di garante degli equilibri costituzionali esce significativamente ridimensionato con minimi poteri di controllo. Approvata dai soli parlamentari della coalizione di centrodestra con un quorum inferiore ai due terzi dei parlamentari, la riforma costituzionale della Cdl è stata perciò subordinata all'approvazione da parte del corpo elettorale in un referendum che ha avuto luogo il 25 e 26 giugno 2006. Il referendum ha sancito la vittoria dei "No" con una larga maggioranza (61,3%), azzerando di fatto la riforma.

#### Riforma della scuola
È la cosiddetta Riforma Moratti, che prende il nome dal ministro dell'Istruzione Letizia Moratti. Questa riforma innalza l'obbligo formativo all'età di 18 anni, introduce lo studio dell'inglese e dell'informatica sin dall'inizio del ciclo scolastico.
Il percorso scolastico viene articolato in cicli:
- scuola dell'infanzia (quella finora chiamata scuola materna);
- primo ciclo (costituito da scuola primaria e scuola secondaria di primo grado, corrispondente al vecchio corso di scuole elementari e medie);
- secondo ciclo (quello della scuola secondaria di secondo grado, suddiviso nella duplice scelta tra 8 indirizzi liceali e la formazione professionale).

#### Pressione fiscale
Il Governo ha attuato una riforma delle tasse che introduce una serie di fasce, a seconda del reddito familiare, in base alle quali sono stabiliti sgravi corrispondenti.

#### Riforma del mercato del lavoro
La legge 30/2003 detta legge Biagi (dal nome del giuslavorista Marco Biagi ucciso dalle Brigate Rosse) o legge Maroni (da Roberto Maroni, ministro del Lavoro del secondo governo Berlusconi e del terzo governo Berlusconi) introduce numerose novità e modifiche alla legislazione sul mercato del lavoro in Italia (in particolare, allo Statuto dei lavoratori), già abbondantemente modificata in precedenza dalle iniziative legislative di Tiziano Treu, ministro del Lavoro nel primo Governo Prodi.
Introduce nuove forme di flessibilità e nuove tipologie contrattuali, al fine di incentivare l'ingresso nel mondo del lavoro; trasforma anche alcune tipologie già esistenti, quali il contratto di collaborazione coordinata e continuativa, che diviene contratto di collaborazione a progetto (con alcune tutele in più rispetto alla forma precedente, ad esempio riguardo alla maternità).
La legge, nella sua iniziale presentazione, chiedeva anche, in via sperimentale e per un periodo oscillante tra i due e i quattro anni, la sospensione dell'applicazione dell'articolo 18 dello Statuto dei lavoratori in alcuni casi specifici e numericamente limitati. Successivamente, anche a causa di forti pressioni da parte del mondo del lavoro dipendente e grandi manifestazioni sindacali, il governo ha ritirato questa particolare proposta.

#### Riforma delle pensioni
Entrata in vigore nel 2008, prevede, come requisiti per andare in pensione:
- 65 anni d'età per gli uomini, 60 per le donne;
- 40 anni di contributi indipendentemente dall'età;
- 35 anni di contributi e 60 d'età (61 per gli autonomi);
- 35 anni di contributi e 57 di età per le donne (la rendita sarà calcolata soltanto con il metodo contributivo).

Prevede una nuova serie di requisiti a partire dal 2010. L'obiettivo dichiarato dal governo è quello di poter continuare a garantire il sistema pensionistico, riuscendo a fronteggiare l'aumento della durata della vita, l'invecchiamento della popolazione e il calo demografico.

#### Riforma sull'immigrazione
La cosiddetta legge Bossi-Fini, stilata con l'intento di limitare l'immigrazione clandestina, prevede che l'espulsione, emessa in via amministrativa dal Prefetto della Provincia dove viene rintracciato lo straniero clandestino, sia immediatamente eseguita con l'accompagnamento alla frontiera da parte della forza pubblica.

#### Riforma del sistema radiotelevisivo
È la cosiddetta legge Gasparri sul sistema radiotelevisivo che introduce il "digitale terrestre". Introduce un Sistema integrato delle comunicazioni, il quale prevede che nessun operatore possa conseguire ricavi superiori al 20% delle risorse complessive del Sic, o controllare più del 20% dei programmi televisivi o radiofonici irradiati attraverso frequenze terrestri. Prevede limiti alla pubblicità e dà l'avvio alla privatizzazione della RAI, attraverso la fusione tra "Rai spa" e "Rai Holding".

#### Riforma della giustizia
Approvata a luglio 2005, introduce la separazione delle cariche tra pubblico ministero e giudice, prevede l'avanzamento in carriera dei magistrati non solo per anzianità ma anche per meriti a concorso e una riorganizzazione delle procure.

### Il calo di consensi e la crisi di governo
Dopo tre anni dall'insediamento del governo della CdL, arriva il primo appuntamento elettorale che coinvolge l'intero Paese e che ripropone il tema del confronto fra le coalizioni. Alle elezioni europee del 2004, i partiti della coalizione si presentano in calo rispetto ai risultati trionfalistici del 2001 e i due poli della politica italiana escono sostanzialmente a parità di consensi, oscillando entrambi intorno al 45%. A far registrare il calo maggiore è Forza Italia che, fondata precedentemente sull'immagine del suo leader, paga il prezzo più grosso per qualche malcontento sull'azione di governo: FI è in calo soprattutto al centro-sud e si attesta al 21% a livello nazionale (alle precedenti europee e alle politiche aveva toccato il 29%).
Il calo di consensi si rende evidente nel 2005, in occasione delle elezioni regionali che consegnano la vittoria alla nuova coalizione di centrosinistra, L'Unione, vittoriosa in 12 regioni su 14. Berlusconi si attribuisce il grave errore di non aver preso parte alla campagna elettorale. La CdL si aggiudica soltanto il governo di Lombardia e Veneto e, pertanto, si impone una indispensabile aria di cambiamento: UDC e AN annunciano il ritiro dei loro ministri dal governo, criticando la predominanza dell'asse Forza Italia - Lega Nord (cosiddetto "Asse del Nord" Bossi-Tremonti). Berlusconi si dimette e costituisce un nuovo governo (il Berlusconi III) che ritrova l'unità della coalizione, istituendo un nuovo ministero ad hoc per il Mezzogiorno, il Ministero della Coesione Territoriale.

### Il biennio 2005-2006
Nell'ultima fase della legislatura, la coalizione lavora per presentare ai cittadini i bilanci del quinquennio e ripresentarsi al nuovo appuntamento con le elezioni politiche.

#### La riforma elettorale
Nel mese di ottobre 2005 viene approvata una riforma elettorale che, dopo dodici anni dall'entrata in vigore del sistema maggioritario con quota proporzionale presente nella Legge Mattarella, introduce un sistema proporzionale con premio di maggioranza simile alla Legge elettorale italiana del 1923 e a quella del 1953, ma con l'obbligo contenuto nella legge del deposito del programma elettorale all'atto di presentazione delle liste.
Viene altresì introdotta la figura del leader della coalizione, al quale si ricollegano una serie di liste (bloccate) che si ripartiscono i seggi disponibili in maniera proporzionale, con un premio di maggioranza alla coalizione vincitrice che garantisca la governabilità. Lo sbarramento (per i partiti coalizzati) è del 2% alla Camera dei deputati e del 3% al Senato della Repubblica, mentre per il movimenti politici non coalizzati lo sbarramento è del 4% alla Camera e dell'8% al Senato. Il premio di maggioranza viene assegnato su base nazionale alla Camera e su base regionale al Senato.
L'approvazione di questa legge provoca le dimissioni di Marco Follini da segretario dell'UDC, che aveva sollecitato una legge proporzionale che non prevedesse liste bloccate. Follini era stato più volte in contrasto con Berlusconi e, nell'estate 2005, si era fatto sostenitore di un cambiamento di leadership e di impostazione generale della CdL. La guida dell'UDC viene assunta da Lorenzo Cesa.
La legge elettorale così elaborata viene denominata Legge Calderoli dal nome del suo relatore e poi definita dallo stesso in un'intervista «una porcata». Proprio per questo tale legge venne denominata Porcellum dal politologo Giovanni Sartori.

#### La strategia delle "tre punte"
In vista dell'appuntamento elettorale 2006, la CdL, sfruttando la nuova logica proporzionale, annuncia la cosiddetta "tattica delle tre punte" per sconfiggere il centrosinistra guidato da Romano Prodi. In caso di vittoria, proporranno al Capo dello Stato la nomina a Presidente del Consiglio del leader del partito che avrà conseguito più voti: si impegnano in prima persona il premier Berlusconi, il ministro degli esteri Fini e il presidente della Camera Casini (che rappresentano rispettivamente FI, AN e UDC), i quali inseriscono nei simboli elettorali i loro cognomi.
Nel deposito dei contrassegni elettorali viene però indicato Berlusconi come capo unico della coalizione, come richiesto anche dalla nuova legge elettorale che obbliga all'indicazione del candidato premier.

#### Le elezioni politiche
La campagna elettorale per le elezioni politiche del 2006 è una delle più accese di tutta la storia. Berlusconi e la CdL devono portare il conto di un'azione di governo ininterrotta che è durata cinque anni e che ora deve presentarsi al giudizio degli elettori. Lo sfidante è Romano Prodi, che si presenta con una coalizione di centrosinistra rinnovata, chiamata L'Unione, e fa leva sui risultati negativi ottenuti dal centrodestra in questi anni.
Berlusconi partecipa a due confronti televisivi ufficiali col suo sfidante (con regole di ispirazione USA). Durante il secondo di essi accusa la sinistra di essere divisa sui principali temi dell'economia, accusa il suo sfidante di essere solo un'immagine da presentare al paese per vincere le elezioni e che non ha alcun potere reale sulla coalizione che gli sta alle spalle, fa un intervento all'assemblea di Confindustria e sceglie, come chiusura della campagna, di lanciare agli italiani la proposta dell'abolizione dell'ICI sulla prima casa.
Anche grazie a questa campagna, la Casa delle Libertà riesce a riconquistare consensi e Forza Italia ottiene un risultato in ascesa rispetto alle previsioni. La CdL, comunque, esce sconfitta dalle urne: alla Camera dei deputati il centrosinistra ottiene, con 24.755 voti in più, il premio di maggioranza previsto dalla legge elettorale appena entrata in vigore. Al Senato, la situazione è ribaltata: la CdL ottiene nel complesso circa 147.000 voti in più (il 49,57% contro il 49,16%), ma con l'apporto del voto della circoscrizione Estero, l'Unione riesce comunque ad avere due seggi in più (158 - 156).
Forza Italia si conferma il primo partito del centrodestra con una percentuale di consensi di circa il 24%; nel centrodestra seguono Alleanza Nazionale (12,4%), l'UDC (6,8%) e la Lega Nord in alleanza col Movimento per l'Autonomia (4,5%). L'unica altra lista che riesce ad eleggere parlamentari è l'aggregazione costituita dalla Democrazia Cristiana per le Autonomie e dal Nuovo PSI che, seppure con un risultato dello 0,7%, partecipa alla ripartizione dei seggi della Camera in qualità di "miglior perdente" (lista che ha conquistato il maggior numero di voti al di sotto dello sbarramento del 2%).
Nell'immediato dopo-elezioni, Berlusconi e la CdL contestano sonoramente il risultato delle urne, parlando di presunti brogli elettorali nei seggi che avrebbero portato voti al centrosinistra, affermando di non accettare il risultato finché non venisse fatto un riconteggio globale delle schede e arrivando persino a ipotizzare il varo di un decreto legge che imponesse un riesame di tutte le schede nulle, ipotesi non prevista dalla legge vigente e che trova la netta contrarietà del Presidente della repubblica Ciampi e la freddezza del Ministro dell'Interno Pisanu, i quali fin dalla chiusura delle urne avevano tenuto a sottolineare l'assoluta correttezza delle consultazioni elettorali.
Il 19 aprile la Corte di cassazione, in seguito al riesame delle schede contestate, dichiara i seguenti dati definitivi: L'Unione, 19.002.598 voti; Casa delle Libertà, 18.977.843 voti; differenza, 24.755 voti
Non soddisfatti di tale verifica, Berlusconi e la CdL dichiarano di voler ricorrere alla Giunta per le elezioni, promettendo che, nel caso in cui la Giunta arrivasse a dimostrare che quei 24.755 voti non esistono e che le elezioni in realtà sono state vinte dalla CdL, si sarebbero appellati al Capo dello Stato per chiedergli un immediato ritorno alle urne. Tuttavia, in seguito alle due successive sconfitte elettorali, in occasione delle elezioni amministrative di maggio e del referendum costituzionale di giugno, la CdL concentra maggiormente la strategia di opposizione sul piano dei programmi.

### L'opposizione al Governo Prodi
La neo-costituita maggioranza, guidata da Romano Prodi, è chiamata, nel giro di pochi mesi, al banco di prova con la elaborazione della prima Legge Finanziaria. La Casa delle Libertà, il 2 dicembre 2006 organizza una imponente manifestazione di piazza, a Roma, in Piazza San Giovanni, dove, secondo le stime degli organizzatori, si radunano circa 2.200.000 persone (di cui 700 mila in Piazza San Giovanni, secondo stime provenienti da ambienti delle forze dell'ordine).
L'obiettivo è di protestare contro la politica del governo e quella che viene definita la finanziaria delle tasse. Berlusconi lancia proposte di unità e preannuncia la nascita di un movimento unitario del centrodestra. Dal palco intervengono anche Gianfranco Fini e Umberto Bossi.
Aderiscono alla manifestazione, con tanto di leader chiamati sul palco da Berlusconi, anche la DCA, il MPA, i Pensionati, Fiamma Tricolore e Alternativa Sociale e i Riformatori Liberali. L'UDC, invece, non vi partecipa e organizza invece una manifestazione parallela e contemporanea, a Palermo, dove viene affermato che "esistono due opposizioni al centro-sinistra", una, quella dei moderati rappresentata appunto dall'UDC, l'altra, quella delle forze di destra che si avviano - seppur con dei distinguo - alla costituzione di una federazione di partiti, definita da Berlusconi come la Federazione delle Libertà. Diversa è invece la posizione di Nuovo PSI e PRI che, anziché scendere in piazza, annunciano una proposta di legge per riscrivere le regole della struttura della Finanziaria.

### L'UDC prende le distanze
Con i distinguo sulla manifestazione contro la Finanziaria, si apre la fase di allontanamento dell'UDC dalla Casa delle Libertà, ritenuta dal leader Casini e dal segretario Lorenzo Cesa un'esperienza conclusa, puntando piuttosto alla nascita di un nuovo soggetto spiccatamente di centro ma pur sempre alternativo alla sinistra, continuando a dichiarare la sua opposizione al Governo Prodi.
In Parlamento continua a votare insieme alla Casa delle Libertà per la maggior parte delle votazioni tranne ad esempio nella votazione per il rifinanziamento delle missioni all'estero del 27 marzo 2007. In questo caso l'UDC, distinguendosi dal resto dell'opposizione, vota insieme al governo a favore del rifinanziamento delle missioni umanitarie italiane all'estero (in primis quella in Afghanistan). Gli altri esponenti della CdL invece si astengono per dissociarsi dalla politica estera del governo e per voler mettere alla prova il centrosinistra, che al Senato rischiava di non avere la maggioranza a causa di paventate defezioni di esponenti della sinistra radicale.
Nonostante i distinguo l'UDC ha deciso di presentarsi unita al resto della CdL alle elezioni amministrative del 2007.

### Novembre 2007: la fine della CdL
Nel novembre 2007 la CdL raggiunge una fase molto critica: fallisce la caduta del governo Prodi II, individuata come certa da Silvio Berlusconi agli alleati in una data tra il 14 e il 15 novembre, in occasione del delicato passaggio della Finanziaria al Senato. A seguito di questo fatto, la Lega Nord, l'UDC e soprattutto Alleanza Nazionale rivolgono pesantissime critiche a Forza Italia e alla strategia di opposizione portata avanti da Silvio Berlusconi, e raccolgono l'invito di Veltroni, leader del Partito Democratico, ad approvare insieme alcune riforme istituzionali, in primis quella elettorale. Tra il 16 ed il 17 novembre sia Gianfranco Fini (AN), sia Pier Ferdinando Casini (UDC), sia Umberto Bossi (LN) danno un giudizio negativo sulla strategia berlusconiana sino a quel momento seguita, per l'assenza di risultati ottenuti. A questo si aggiunge l'ira del leader di AN per la campagna-stampa che alcuni mezzi di comunicazione vicini al "Biscione" avrebbero organizzato a danno della sua immagine pubblica.
A stretto giro, il 18 novembre 2007, Berlusconi stesso annuncia la nascita di una nuova formazione politica, il partito del "Popolo della Libertà", e lo scioglimento di Forza Italia a seguito di un'iniziativa di raccolta firme a favore di elezioni anticipate, tenutasi in quegli stessi giorni. Con il "lancio" del nuovo partito, Berlusconi dichiara conclusa l'esperienza della Casa delle Libertà (perché "vecchia" e "disomogenea") e del bipolarismo italiano. Inoltre, fissando la nascita della nuova formazione politica il 2 dicembre 2007, anniversario della manifestazione del 2006 del centrodestra contro il governo di Romano Prodi, il Cavaliere (cambiando la propria tattica d'opposizione) abbandona il rifiuto di ogni dialogo con la maggioranza e si dichiara disposto a discutere con Veltroni di legge elettorale.
Lo stesso giorno e nei giorni successivi, hanno respinto l'adesione al progetto berlusconiano tutti gli alleati maggiori della CdL: l'UDC, la Lega e Alleanza Nazionale. Hanno invece manifestato interesse all'ingresso nel nuovo partito di Berlusconi alcuni movimenti minori della CdL, tra cui la Democrazia Cristiana per le Autonomie di Gianfranco Rotondi, e anche alcuni esponenti dell'UDC come Carlo Giovanardi e Francesco D'Onofrio.
Con lo strappo di Berlusconi ed il suo passaggio da una strategia politica bipolare ad una partitica, si può ritenere conclusa la coalizione della Casa delle Libertà, come confermano anche le dure dichiarazioni di Berlusconi in tal senso. Infatti, già il 25 novembre 2007 (a pochi giorni dagli avvenimenti di cui sopra), il Cavaliere si è riferito in un pubblico discorso agli ex-alleati CdL come «un ectoplasma» che gli ha impedito di governare e di vincere nel 1996 e nel 2006, ed all'alleanza stessa come un'esperienza conclusa. La risposta a stretto giro di Lorenzo Cesa, secondo cui le mancate vittorie elettorali fossero invece state provocate dall'eccessiva cura di Berlusconi per i propri interessi privati, ha segnato la conferma di una frattura ormai avvenuta.

### Gennaio 2008: il superamento della CdL
Il 24 gennaio 2008 il Senato sfiducia il Governo Prodi II, con 161 voti contrari contro 156 favorevoli. Le consultazioni subito convocate da parte del Capo dello Stato Giorgio Napolitano (che conferisce un infruttuoso mandato esplorativo a Franco Marini, presidente della Camera alta) determinano all'unanimità la richiesta di immediate elezioni anticipate da parte dei quattro leader della Casa delle Libertà (definiti dal leghista Roberto Maroni i "soci fondatori"), che si trovano concordi anche nel dare pieno sostegno alla candidatura di Silvio Berlusconi come Presidente del Consiglio. Le consultazioni danno esito negativo e il Capo dello Stato indice nuove elezioni.
L'8 febbraio Berlusconi e Fini hanno annunciano che in occasione delle elezioni del 13 e 14 aprile FI e AN si presenteranno sotto la lista unica de Il Popolo della Libertà e in Parlamento formeranno un gruppo unico. Fini dopo aver rifiutato a novembre di entrare nel Popolo della Libertà decide di aderirvi per semplificare il quadro politico.
La Lega Nord ha annunciato che, data la propria natura di partito non nazionale ma territorialmente radicato nel Nord Italia, si alleerà col PdL senza confluirvi, e presenterà liste solamente nelle circoscrizioni del Centro-Nord, cioè laddove ha i numeri più alti, lasciando che al Sud si presentino solo quelle del PdL e si eviti quindi anche un'eccessiva dispersione di voti. Successivamente Berlusconi ha trovato un accordo di coalizione con il Movimento per l'Autonomia di Raffaele Lombardo, che si presenterà solo nel Centro-Sud.
Per le elezioni politiche del 13 e 14 aprile 2008 non si può quindi parlare più di Casa delle Libertà. Il Popolo della Libertà, alleato con la Lega Nord e il Movimento per l'Autonomia, costituisce di fatto la naturale evoluzione della CdL verso il soggetto unitario del centro-destra.

## Risultati elettorali
| Partito                                      | Politiche 2001             | Politiche 2001            | Europee 2004 | Politiche 2006 | Politiche 2006 |
| Partito                                      | 475 seggi Maggiorit.Camera | 155 seggi Proporz. Camera | Europee 2004 | Camera         |                |
| -------------------------------------------- | -------------------------- | ------------------------- | ------------ | -------------- | -------------- |
| Forza Italia                                 | -                          | 29,4 (1)                  | 21,0         | 23,7 (2)       |                |
| Alleanza Nazionale                           | -                          | 12,0                      | 11,5         | 12,3           |                |
| Biancofiore                                  | -                          | 3,2                       | -            | -              |                |
| Unione dei Democratici Cristiani e di Centro | -                          | -                         | 5,9          | 6,8            |                |
| Lega Nord                                    | -                          | 3,9                       | 5,0          | 4,6 (3)        |                |
| Movimento per l'Autonomia                    | -                          | -                         | -            | 4,6 (3)        |                |
| Nuovo PSI                                    | -                          | 1,0                       | 2,0 (4)      | 0,7 (5)        |                |
| Democrazia Cristiana per le Autonomie        | -                          | -                         | -            | 0,7 (5)        |                |
| Partito Repubblicano Italiano                | -                          | (6)                       | 0,7 (7)      | (6)            |                |
| I Liberal Sgarbi                             | -                          | (6)                       | 0,7 (7)      | -              |                |
| altri                                        | -                          | 0,1 (8)                   | 0,5 (9)      | 1,6 (10)       |                |
| Totale CdL                                   | 45,4                       | 49,6                      | 46,5         | 49,7           |                |

Dati espressi in %.
- (1) Include PRI e I Liberal Sgarbi
- (2) Include PRI e Riformatori Liberali
- (3) Lista Lega Nord-MpA
- (4) Lista Socialisti Uniti per l'Europa
- (5) Lista DCA-Nuovo PSI
- (6) Incluso in Forza Italia
- (7) Lista PRI-I Liberal Sgarbi
- (8) Lista Abolizione Scorporo
- (9) Lista Abolizione Scorporo - Verdi Verdi
- (10) Alternativa Sociale, Fiamma Tricolore, No Euro, Pensionati Uniti, L'Ambienta-Lista, PLI, S.O.S. Italia